# Elsamni Osama
Osama Elsamni (sinh ngày 29 tháng 9 năm 1988) là một cầu thủ bóng đá người Nhật Bản.

## Sự nghiệp câu lạc bộ
Osama Elsamni đã từng chơi cho Tokyo Verdy, Teplice, Montedio Yamagata và YSCC Yokohama.